# Arzano, Finistère
Arzano (tiếng Breton: An Arzhanaou) là một xã của tỉnh Finistère, thuộc vùng Bretagne, miền tây bắc Pháp.

## Dân số
Người dân ở Arzano được gọi là Arzanois.
Điều tra dân số năm 1999, xã này có dân số là 1,324.